# Mize (Mississippi)
Pour les articles homonymes, voir Mize.
La ville américaine de Mize est située dans le comté de Smith, dans l’État du Mississippi. Lors du recensement de 2000, sa population s’élevait à 285 habitants.

## Source
- (en) Cet article est partiellement ou en totalité issu de l’article de Wikipédia en anglais intitulé « Mize, Mississippi » (voir la liste des auteurs).